# (4459) Nusamaibashi
(4459) Nusamaibashi est un astéroïde de la ceinture principale.

## Description
(4459) Nusamaibashi est un astéroïde de la ceinture principale. Il fut découvert le 30 janvier 1990 à Kushiro par Masanori Matsuyama et Kazuro Watanabe. Il présente une orbite caractérisée par un demi-grand axe de 2,25 UA, une excentricité de 0,12 et une inclinaison de 2,8° par rapport à l'écliptique.

## Compléments